# Mário Filho
Mário Rodrigues Filho, ou plus communément Mário Filho, né à Recife le 3 juin 1908 et mort à Rio de Janeiro le 17 septembre 1966, est un journaliste et écrivain brésilien.
Mário Filho grandit à Rio de Janeiro où son père Mário Rodrigues détient le journal A Manhã. Il commence à y travailler en 1926 et devient journaliste sportif, un métier dont il est précurseur.
En 1966, le stade Maracanã est baptisé officiellement en son honneur Estádio Jornalista Mário Filho.